# Parmonangan (Simanindo)
Parmonangan is een bestuurslaag in het regentschap Samosir van de provincie Noord-Sumatra, Indonesië. Parmonangan telt 730 inwoners (volkstelling 2010).